# Улично осветление
Уличното осветление или уличните лампи са повдигнати източници на светлина в края на път или алея, които се включват в тъмната част от денонощието.
Съвременните лампи може да бъдат снабдени със светлочувствителни фотодетектори за включване при стъмване или изключване на разсъмване, или за автоматично активиране при по-сумрачно време и лоша видимост. При по-старите системи тази функция се изпълнява с помощта на таймер.

## Предимства и недостатъци
Основното предимство на уличното осветление е, че при използването му могат да се предотвратят аварии, както и да се повиши степента на безопасност. Проучвания показват, че броят на злополуките с фатален изход е по-голям на тъмни улици, особено произшествията с пешеходци. Уличното осветление значително способства за намаляване на процента на пътнотранспортни произшествия с пешеходци.
Основният недостатък на улични лампи, когато те се използват неправилно, е че те могат да бъдат причина за инциденти и освен това причинят т.нар. светлинно замърсяване на околната среда. Феноменът на загуба за нощно виждане за шофьори, движещи се бързо от ярко осветен тъмен път обратно към тъмен участък, когато зеницата се свива бързо при ярко осветяване, но се разширява бавно на тъмно.

## История
Първият град, в който е поставено улично осветление е Париж, през 1667 г. Същата година това е направено в Лил и в Амстердам. В Лондон това се случва през 1684 г., а до края на 17 век петдесет от големите европейски градове са го направили.